# Cladiscophleps
Cladiscophleps är ett släkte av tvåvingar. Cladiscophleps ingår i familjen Richardiidae.
Kladogram enligt Catalogue of Life:
| Cladiscophleps | \| \| Cladiscophleps lopesi \| \| \| \| \| \| Cladiscophleps ramulosa \| \| \| \| |
|                | \| \| Cladiscophleps lopesi \| \| \| \| \| \| Cladiscophleps ramulosa \| \| \| \| |
|                | Cladiscophleps lopesi                                                             |
|                |                                                                                   |
|                | Cladiscophleps ramulosa                                                           |
|                |                                                                                   |